# Schiffornis olivacea
El llorón oliváceo (Schiffornis olivacea), es una especie de ave paseriforme perteneciente al género Schiffornis de la familia Tityridae. Es nativo de América del Sur. 

## Distribución y hábitat
Se distribuye por el sureste tropical de Venezuela (Bolívar) y Guyana. Registrado también en Brasil, en Amapá y noreste de Amazonas.

## Sistemática

### Descripción original
La especie S. olivacea fue descrita por primera vez por el ornitólogo estadounidense Robert Ridgway en 1906 bajo el nombre científico Scotothorus olivaceus.

### Taxonomía
Este género ha sido tradicionalmente colocado en la familia Pipridae; así como Iodopleura, Laniisoma, Tityra y Pachyramphus en la familia Cotingidae y Laniocera en la familia Tyrannidae. La Propuesta N° 313 al South American Classification Committee (SACC), siguiendo los estudios de filogenia molecular de Ohlson et al. (2007), aprobó la adopción de la nueva familia Tityridae, incluyendo el presente y los otros géneros.
Las anteriormente subespecies Schiffornis turdina olivacea, S. turdina veraepacis, S. turdina aenea y S. turdina stenorhyncha fueron divididas de Schiffornis turdina y elevadas a especies plenas siguiendo los estudios moleculares y sonogramas de Nyári, A (2007) y los estudios complementares de variación geográfica de voces, localidades tipo e itens prioritarios de Donegan et al (2011). La propuesta N° 505 al South American Classification Committee (SACC) fue aprobada en octubre de 2011, con dichos cambios taxonómicos.